# Тарас Шевченко (фильм)
«Тарас Шевченко» — советский историко-биографический фильм режиссёра Игоря Савченко о жизни известного украинского поэта и художника Тараса Григорьевича Шевченко.
Фильм снимался на русском и украинском языках разными дублями. То есть русская и украинская версии — это два разных полноценных фильма, а не дубляжи какой-то одной версии. Телевидение показывает русскую версию, а также версию, где к изображению русской версии приписана картинка украинской — хорошо заметен несинхрон по длине фраз, паузам, шумам и так далее. Русскоязычная версия была реставрирована в 1964 году. Сохранилась ли оригинальная украиноязычная версия — доступных данных нет.

## Сюжет
1841 год. Молодой студент Тарас Шевченко завершает своё обучение в Петербургской художественной академии. Сердце художника переполнено страстным желанием служить своей земле. Он возвращается домой, где его ждёт громкая слава первого национального поэта.
После знакомства в Киеве с профессором Костомаровым, Шевченко становится членом тайного общественно-политического общества Кирилла и Мефодия. Через некоторое время полиция выходит на след заговорщиков. Судьба каждого из арестованных незавидна, но больше всех пострадал Шевченко — его отдают в солдаты, со строгим запретом на всякую творческую деятельность.
Долгие годы он служит в Орской крепости, в атмосфере каждодневной муштры и издевательств. Неброская природа степи и беседы с новыми друзьями позволяют ему скрасить незавидный быт подневольного солдата.
В судьбе опального поэта деятельное участие принимают оставшиеся на свободе друзья, но только в новое царствование, спустя десятилетие, состоялось желанное освобождение.

## В ролях
- Сергей Бондарчук — Тарас Шевченко
- Владимир Честноков — Николай Чернышевский
- Николай Тимофеев — Николай Добролюбов
- Гнат Юра — Михаил Щепкин, русский актер
- Иван Переверзев — Сигизмунд Сераковский, польский офицер, товарищ Шевченко по армейской службе
- Евгений Самойлов — Николай Спешнев
- Лаврентий Масоха — профессор Николай Костомаров, основатель Кирилло-Мефодиевского братства
- Павел Шпрингфельд — Пантелеймон Кулиш, украинский писатель
- Алексей Консовский — редактор журнала «Искра» Владимир Курочкин
- Григорий Шпигель — Карл Брюллов, русский художник, учитель Шевченко
- Михаил Названов — Николай I, Александр II
- Марк Бернес — капитан Косарев
- Дмитрий Милютенко — майор Усков, комендант крепости
- Марианна Стриженова — Агафья Андреевна Ускова, жена майора Ускова
- Михаил Кузнецов — солдат Скобелев, умер после наказания шпицрутенами
- Наталья Ужвий — Ярина Шевченко, сестра Тараса Григорьевича, крепостная
- Михаил Трояновский — шеф жандармов
- Александр Хвыля — пан Барабаш, украинский помещик
- Гарен Жуковская — пани Барабаш, украинская помещица
- Михаил Высоцкий — Евдоким Апполонович Лукашевич, помещик
- Геннадий Юдин — провокатор
- Леонид Кмит — штабс-капитан Обрядин
- Александр Баранов — Потапов
- Константин Сорокин — рыжий ефрейтор
- Владимир Сошальский — прапорщик Николай Момбелли, друг Шевченко
- Латиф Файзиев — киргиз
- Станислав Чекан — извозчик
- Степан Шкурат — крепостной бандурист
- Дмитрий Капка — священник
- Вячеслав Тихонов — представитель петербургской молодежи
- Иван Савкин — представитель петербургской молодежи
- Марина Ладынина — графиня Потоцкая
- Николай Гринько — крепостной-бунтовщик
- Владимир Трошин — крепостной-бунтовщик
- Анатолий Чемодуров — студент
- Олег Голубицкий — студент
- Всеволод Санаев — эпизод
- Анна Кушниренко — эпизод
- Фёдор Гладков — эпизод
- Юрий Критенко — эпизод

## Съёмочная группа
- Автор сценария и режиссёр-постановщик: Игорь Савченко
- Операторы:
  - Аркадий Кольцатый
  - Даниил Демуцкий
  - Иван Шеккер
- Композитор: Борис Лятошинский
- Режиссёры: Василь Лапокныш, Исаак Шмарук
- Звукооператор: Александр Бабий
- Дирижёр: Натан Рахлин
- Художники-декораторы:
  - Леван Шенгелия
  - Борис Немечек
- Художник по костюмам: Юния Майер
- Художник-гримёр: С. Чевычелов
- Реквизит: М. Солоха
- Музыкальный редактор:
- Комбинированные съёмки: В. Королёв
- Ассистенты режиссёра:
  - Александр Алов
  - Владимир Наумов
  - Сергей Параджанов
  - Григорий Мелик-Авакян
  - Л. Файзиев
- Директор: Леонид Корецкий

## Призы и награды
- 1952 — Сталинская премия I степени. Лауреат премии: Сергей Бондарчук, исполнитель главной роли
- 1952 — Особый почётный диплом за режиссуру Игорю Савченко и премия за актёрскую работу Сергею Бондарчуку на VII Международном кинофестивале в Карловых Варах

## Видео
В начале 2000-х годов фильм выпущен на VHS компанией «Мастер Тэйп». Позже фильм выпущен на DVD дистрибьютором «Восток В».